# Chela Ruiz
Aurora Ruiz (Buenos Aires, 5 de junio de 1921-ibídem, 17 de diciembre de 1999), más conocida como Chela Ruiz, fue una actriz argentina de radio, teatro, cine y televisión. Recibió varios premios por su labor artística y se le recuerda en especial tanto por la interpretación que realizara en la película La historia oficial de una abuela que busca a su nieta como por su militancia por los derechos humanos en el grupo Conciencia.

## Comienzos en la radio
En su infancia y adolescencia vivió en la localidad de Ciudadela, Provincia de Buenos Aires adyacente a la ciudad de Buenos Aires. A los 19 años comenzó junto con su hermana, la también actriz Nora Cullen, a trabajar en la radio leyendo avisos de publicidad y llegó a ser locutora oficial de Radio Splendid. Trabajó como actriz en el exitoso programa Del brazo con los Varela donde también actuaba Ricardo Passano, y también lo hizo con Margarita Xirgu y López Lagar, llegando a ser una de las intérpretes favoritas de la autora de radioteatros Nené Cascallar.

## Actuación en teatro
Debutó en teatro dirigida por Francisco Petrone en Una libra de carne, la pieza de Agustín Cuzzani y actuó en muchas otras obras tales como Llegan los artistas, de Jacobo Langsner, La venganza de don Mendo, de Muñoz Seca, dirigida por Norma Aleandro, Tres por Chéjov, La profesión de la Señora Warren, de George Bernard Shaw, Réquiem para un viernes a la noche, de Germán Rozenmacher, El conventillo de la Paloma (con Ricardo Darín padre), La pata de la sota, de Roberto Cossa, Las de Barranco de Gregorio de Laferrère, Doña Resaca, Segundo tiempo de Ricardo Halac y Eran cinco hermanos y ella no era muy santa, de Miguel Iriarte, donde actuaba junto con su hija Laura Marino. Recibió el diploma al mérito otorgado por la Fundación Konex por su labor como actriz de comedia en radio y televisión, el premio Estrella de Mar de 1984 como mejor actriz de reparto de teatro y en 1997 la Asociación Argentina de Actores le otorgó el Premio Podestá por su trayectoria.
Sus últimas actuaciones en el teatro fueron junto a Carlos Carella en El patio de la morocha y a Susana Rinaldi en Minas fieles de gran corazón.

## Actuación en el cine
Debutó en cine en 1954 en el filme Los ojos llenos de amor dirigido por Carlos Schlieper y la siguiente actuación fue en Sábado a la noche, cine dirigida por Fernando Ayala. Realizó una memorable actuación en la película La historia oficial de 1985 dirigida por Luis Puenzo interpretando el papel de una abuela de Plaza de Mayo que con perseverancia y desesperación buscaba a su nieta, recibiendo por ello el premio Cóndor de Plata de la Asociación de Cronistas Cinematográficos de la Argentina en 1986 a la mejor actriz de reparto.
Respecto de ese papel decía la crítica cinematográfica Susana Freire:

"«Fue un personaje clave en su carrera. No sólo por los aplausos que el film cosechó en el mundo entero, ni por la emoción que su actuación provocó en los espectadores, sino porque en ese papel la actriz resumía muchos otros personajes concebidos con su especial sensibilidad. No se permitía desbordes, cada actuación era una fina elaboración que reflejaba un intenso proceso interno que podía traducir exteriormente con la simplicidad de un pequeño gesto.

Esta técnica aplicada al trabajo fue más que elocuente en la telenovela Rosa... de lejos, donde interpretaba a la madre del maestro (Juan Carlos Dual). Fue precisamente ese rol, el de madre, el que explotó en sus últimos trabajos y el que le dio mayores satisfacciones, como el premio a la mejor actriz protagónica que obtuvo por su labor en "Mamá querida", de Silvio Fischbein, o la repercusión que alcanzó en las telenovelas Amor gitano, Soy Gina, Mujer comprada, Amándote, Antonella y Zíngara».

También fue destacada su actuación en la película Mamá querida dirigida en 1988 por Silvio Fischbein interpretando a Berta, una pintora judía, que le valió el premio como mejor actriz protagónica en el Festival Internacional de Cine de Cartagena (Colombia).
Actuó además en La chacota (1962) de Enrique Dawi, La guita (1970) de Fernando Ayala, El soltero (1977), de Carlos Borcosque (hijo), Mis días con Verónica (1980) de Néstor Lescovich, La conquista del Paraíso (1981) de Eliseo Subiela, Cenizas del paraíso (1997) de Marcelo Piñeyro y en Sus ojos se cerraron y el mundo sigue andando, de Jaime Chávarri, en 1998, que fue su último trabajo.

## Trabajo en televisión
Trabajó en numerosas telenovelas, tales como Fortín Quieto (1979), Un mundo de veinte asientos, Un día 32 en San Telmo, Familia Gesa, El amor tiene cara de mujer, Nosotras, las mujeres, Rosa de lejos, Amor gitano y RRDT y también en el popular programa humorístico La revista dislocada.

## Valoración
La dramaturga y guionista de televisión y de cine Aída Bortnik (autora entre otras obras del guion de La historia oficial) recordaba con estas palabras la actuación de Chela Ruiz en un programa de televisión: 

«Chela: ¿usted cree en el ardor de las pasiones locas?, le preguntaba con tono cotidiano y razonable, pero con una mirada intensa y perturbadora. Brizuela Méndez no alcanzaba a contestar. Ella se precipitaba a un monólogo irresistible, que lo/nos sorprendía y provocaba emociones y carcajadas. Daba saltos mortales o bailaba el vals, exhibía la seducción y el terror de una danza de los siete velos y adquiría de pronto tonos maternales y serenos que remataba lanzándose sin red hacia la exasperación romántica. Y no necesitaba para eso más que palabras, en su voz, en su manera de decirlas, estaba todo. Y parecía una señora tan normal, con un vestido estampado, con la cartera colgando del brazo y una melena prolija. Porque el personaje era una señora. Como las que uno encuentra a la salida de misa o comparando masitas para un té con otras señoras, quizá tan normales y abismalmente surreales como ella...

Cuando actuaba derrochaba felicidad sobre nosotros, sobre los que podíamos sorprendernos riendo o llorando, según su magia lo dictara. Directamente conectados a la más pura esencia de su calidad de actriz. No pudiendo adivinar nunca de dónde vendría la carcajada, o la emoción, no viendo jamás el sutil recorrido de su flecha que apuntaba a estrujarnos el corazón de pronto, sin aviso, sólo con talento y entrega, sólo sintiendo lo que había que sentir, cuando había que sentirlo y obligándonos sin esfuerzo alguno a sentirlo con ella.»

## Fallecimiento
Chela Ruiz padeció de mal de Alzheimer durante los últimos cuatro años de su vida y dos meses antes de fallecer no reconocía a nadie. A comienzos de diciembre de 1999 fue internada en el Hospital Durand de la ciudad de Buenos Aires para ser intervenida por una escara que se le había infectado y el 17 de ese mes falleció en ese establecimiento de un paro cardíaco. Sus restos fueron enterrados en el Panteón de Actores del Cementerio de la Chacarita.

## Filmografía
- Cenizas del paraíso (1997) dir. Marcelo Piñeyro.
- Sus ojos se cerraron y el mundo sigue andando (1997) dir. Jaime Chávarri
- El lado oscuro del corazón (1992) dir. Eliseo Subiela.
- Mamá querida (1988) dir. Silvio Fishbein.
- Los amores de Kafka (1988) dir. Docampo Feijóo y Juan Bautista Stagnaro.
- La historia oficial (1985) dir. Luis Puenzo.
- La conquista del paraíso (1981) dir. Eliseo Subiela.
- Rosa... de lejos (1980) dir. María Herminia Avellaneda.
- Mis días con Verónica (1980) dir. Néstor Lescovich.
- La isla (1979) dir. Alejandro Doria.
- Saverio, el cruel (1977) dir. Ricardo Wullicher.
- El soltero (1977) dir. Carlos Borcosque (hijo).
- Las sorpresas (1975) (segmento Corazonada) dir. Carlos Galettini.
- La guita (1970) ($450.000 moneda nacional $4.500 Ley 18.188) dir. Fernando Ayala.
- Destino para dos (1968) dir. Alberto Du Bois.
- La chacota (1962) dir. Enrique Dawi.
- Una americana en Buenos Aires (1961) dir. George Cahan.
- Sábado a la noche, cine (1960) dir. Fernando Ayala.
- Los ojos llenos de amor (1954) dir. Carlos Schlieper.

## Televisión
- R.R.D.T. (1997)
- Soy Gina (1992)
- Atreverse (1991)
- Romanzo (1990)
- El infiel (1986)
- Amor gitano (1983)
- Vanina
- Rosa... de lejos (1980)
- Daniel y Cecilia (1980)
- Un día 32 en San Telmo (1980)
- Un mundo de veinte asientos (1978)
- Lo mejor de nuestra vida... nuestros hijos (1973)
- Esta noche... miedo (1970)
- El club de Anteojito y Antifaz (1964)